# 6830 Johnbackus
6830 Johnbackus eller 1991 JB1 är en asteroid i huvudbältet som upptäcktes den 5 maj 1991 av de japanska astronomerna Satoru Otomo och Osamu Muramatsu i Kiyosato. Den är uppkallad efter den amerikanske programmeraren John Backus.
Asteroiden har en diameter på ungefär 15 kilometer.